# Pavão-congolês
O Pavão-congolês ou Pavão-do-Congo ou mbulu em dialeto local (Afropavo congensis) é a única espécie do gênero Afropavo e uma das três espécies conhecidas popularmente como pavões, sendo a única nativa da África. Tem o seu habitat na República Democrática do Congo, não sendo uma ave migratória.

## História
Dr. Chapin em visita ao Congo, notou que os cocares dos nativos possuíam penas marrom-avermelhadas que ele não reconhecera como pertencente a nenhuma espécie previamente conhecida.  Depois, ele visitou o Museu Real da África Central e viu dois espécimes empalhados com penas semelhantes àquelas que vira anteriormente, que estavam intitulados como Pavão-azul e que ele descobriu depois que se tratava de uma espécie diferente. Depois, em 1955, Chapin conseguiu encontrar sete exemplares da espécie. O "Pavão-do-Congo" possui características que flutuam entre um pavão e uma galinha d'Angola, o que indicaria que essa espécie seria uma ligação entre as duas famílias.

## Descrição

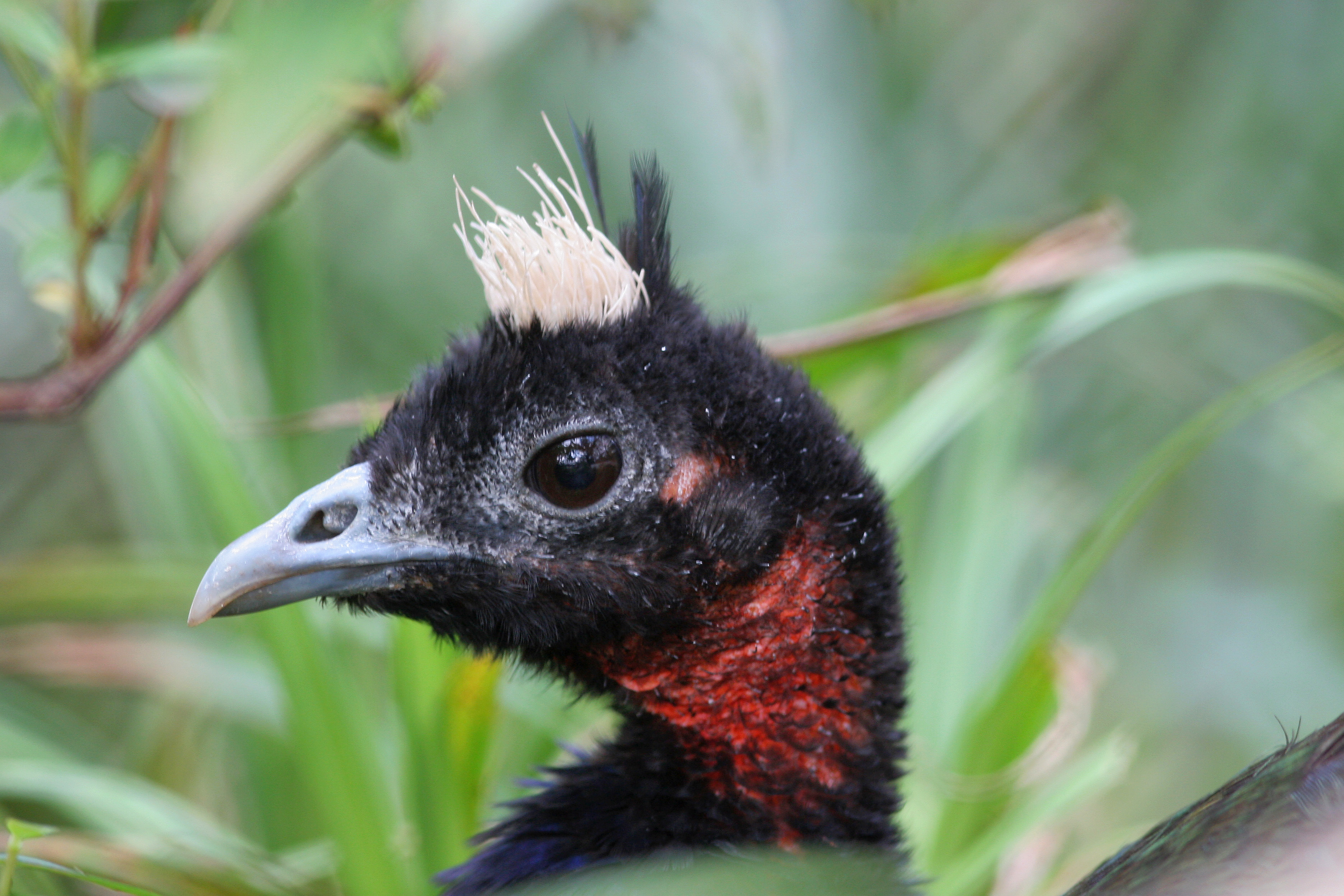
Cabeaça do Macho

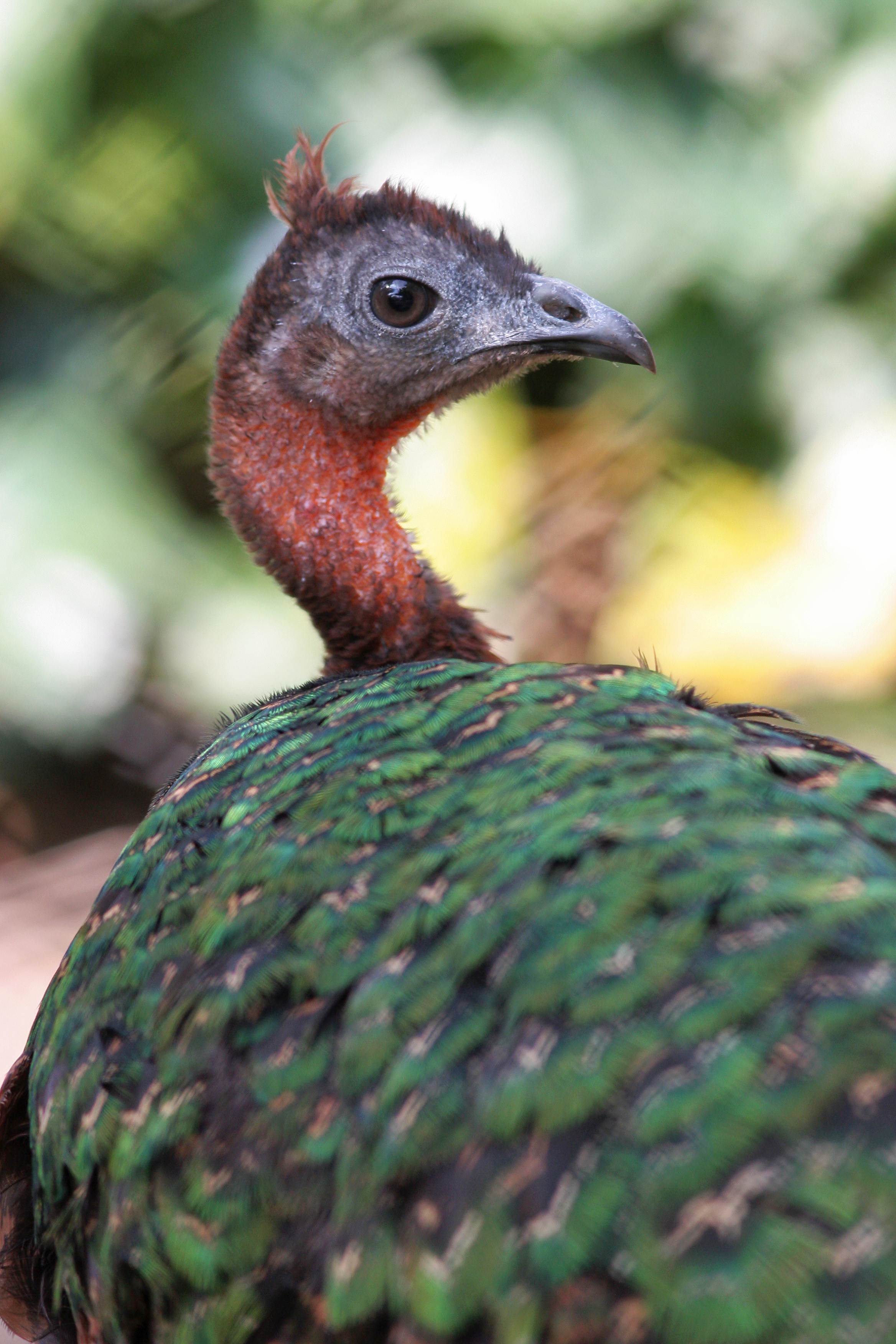
Cabeça da Fêmea

O macho da espécie é uma ave grande com entre 64–70 cm de comprimento, possuidor de plumagem azul de coloração metálica verde e violeta. Seu pescoço é nu, de pele vermelha. Suas patas são cinza e sua cauda é preta com 14 penas. Possui um penacho de penas brancas como crista. A fêmea tem entre 60–63 cm de comprimento e geralmente tem plumagem castanha, com abdome preto, costa verde-metálico e um penacho castanho como crista. Ambos os sexos se assemelham a pavões asiáticos ainda jovens, com os primeiros espécimes empalhados sendo erroneamente classificados como estes antes de serem oficialmente designados como membros de uma espécie única.

## Distribuição e habitat
O pavão-do-Congo habita e é endêmico das Florestas de planícies Centrais do Congo na República Democrática do Congo onde é considerado a ave nacional. Ele ocorre tanto em florestas primárias quanto secundárias do Parque Nacional de Salonga. Sinais secundários da sua presença como penas e excrementos foram encontrados com mais frequência em florestas secundárias em recuperação que em florestas primárias. Na década de 1990 sua presença foi registrada no Parque Nacional Maiko, principalmente em baixas colinas e cumes entre bacias hidrográficas.

### Status de conservação da espécie

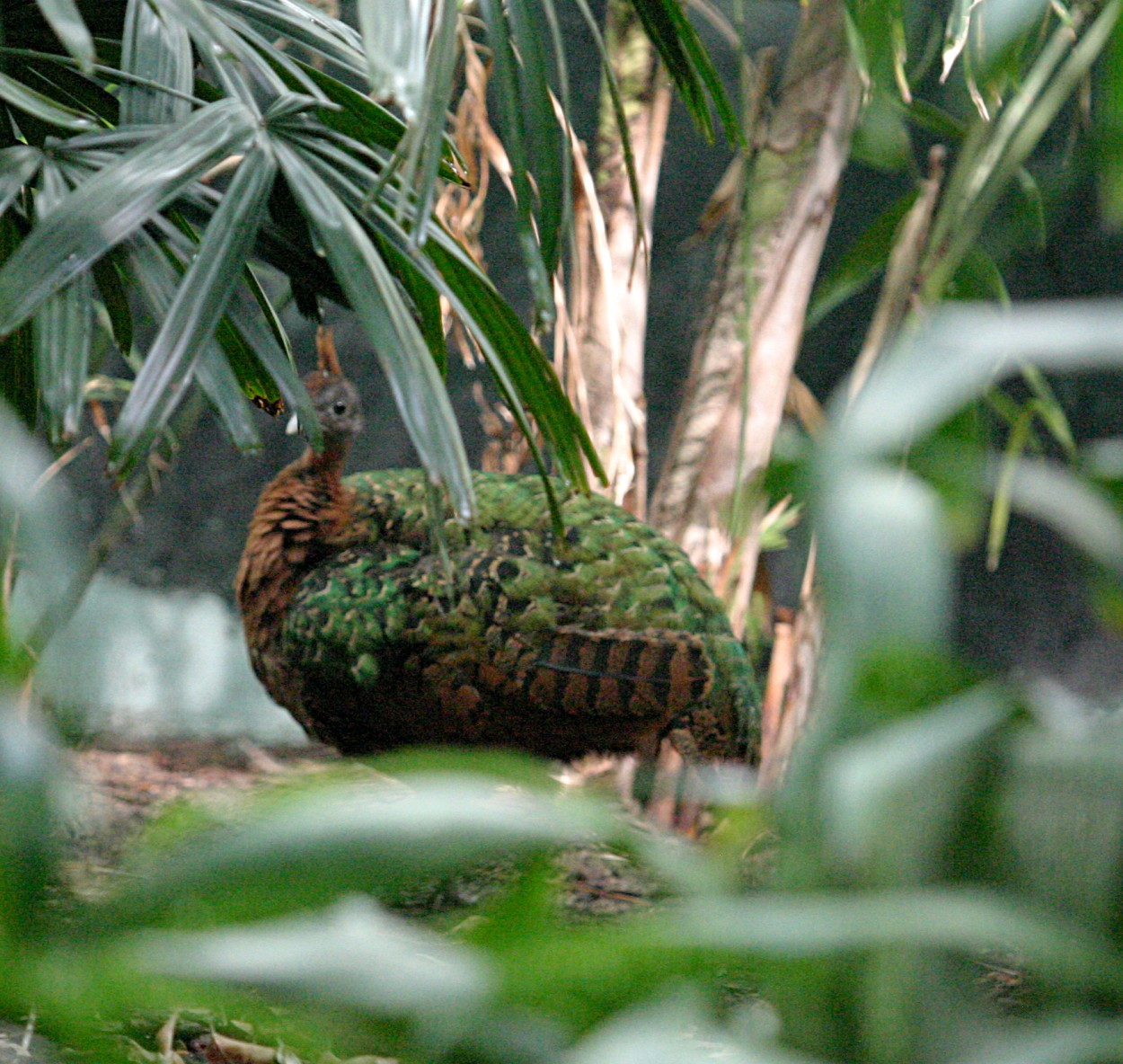
Fêmea no Jardim Zoológico do Condado de Milwaukee

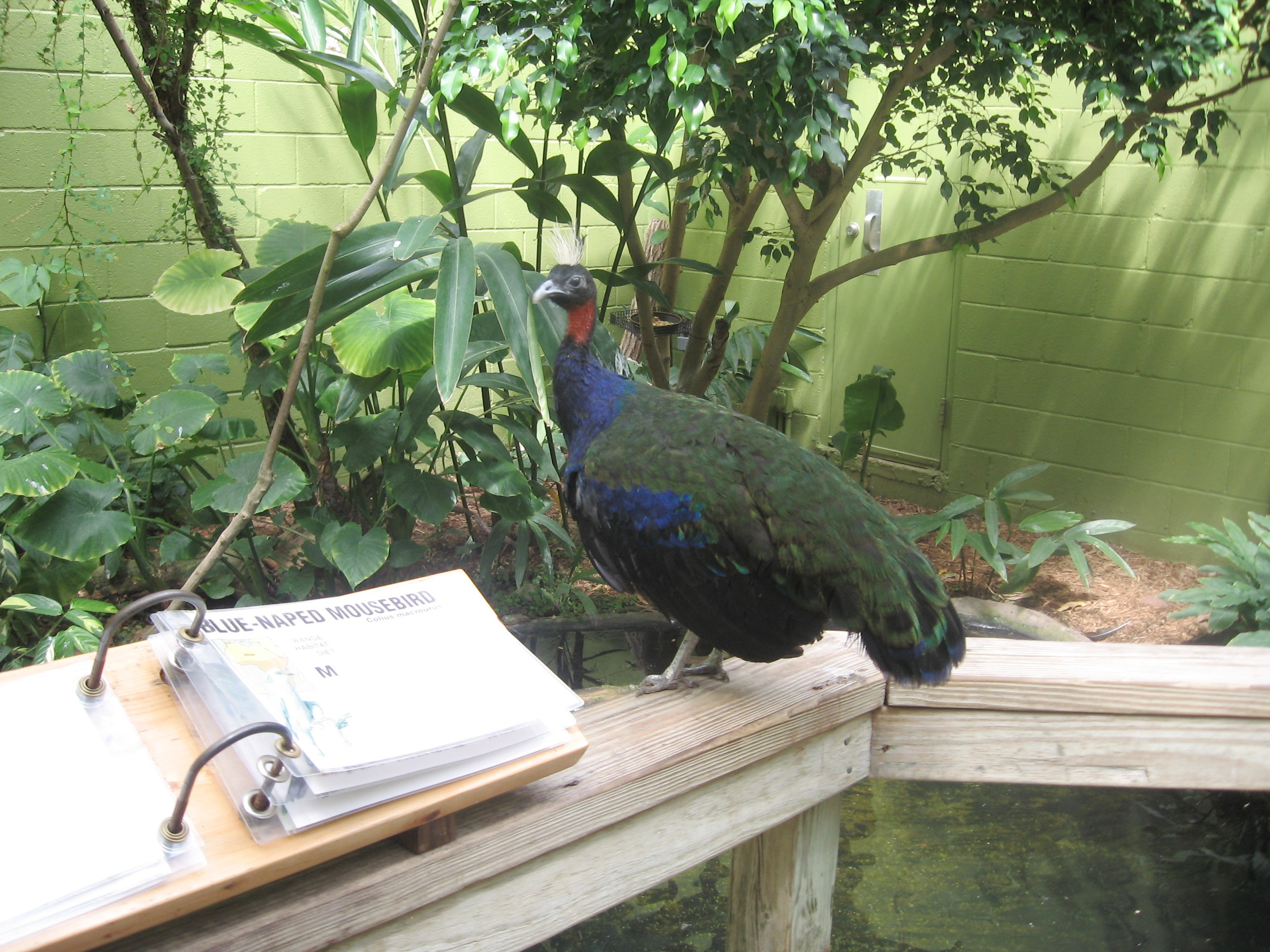
Macho no zoológico da cidade de Oklahoma

O Pavão-do-Congo está ameaçado pela perda de hábitat causada pela mineração, cultivo itinerante e extração de madeira.
O pavão-do-congo é listado como uma espécie vulnerável na lista vermelha da IUCN. Desde 2013 a população selvagem é estimada em 2.500 a 9.000 indivíduos adultos. As florestas secundárias podem ser um habitat importante nas estratégias de conservação dado o uso de florestas em fase de regeneração no Parque Nacional de Salonga. Neste parque e no Zoológico da Antuérpia, na Bélgica, programas de reprodução em cativeiro estão em atividade.

## Comportamento
O Pavão-do-Congo é Onívoro e sua dieta consiste principalmente em frutas e insetos. No Parque Nacional de Salonga, sua dieta contém frutos de Allanblackia floribunda, Anonidium mannii, Canarium schweinfurthii, Elaeis guineensis(Dendezeiro), Klainedoxa gabonensis, Treculia africana e Xylopia aethiopica(Pimenta-da-África) e um número considerável de insetos, aranhas, moluscos e vermes.
Os machos tem uma exibição de cortejo similar a do Pavão-azul e do Pavão-verde-de-Java, embora este utilize das penas da cauda, enquanto os outros utilizam das penas da cauda superior. O Pavão-do-Congo é monogâmico, embora ainda se necessite de mais informações sobre sua forma de acasalamento.